# Mont Usher
Pour les articles homonymes, voir Usher (homonymie).
Le mont Usher est le point culminant de la chaîne Barton, à 3 648 mètres d'altitude, dans la chaîne de la Reine-Maud, dans la chaîne Transantarctique. Il est découvert par l'expédition Nimrod (1907-1909).